# True Story (film)
True Story is een Amerikaanse film uit 2015, geregisseerd door Rupert Goold. De film ging in wereldpremière op 23 januari op het Sundance Film Festival.

## Verhaal
Michael Finkel is een schrijver voor New York Times Magazine en een rijzende ster tot hij wordt beschuldigd van het vervalsen van een onderzoekswerk over kinderarbeid in Afrika. Werkloos en ten schande gemaakt trekt Michael zich terug en vervalt in een depressie. Op een dag verneemt hij dat een voortvluchtige na de moord op zijn familie, opgepakt werd in Mexico, zichzelf uitgeeft voor Michael Finkel. Geïntrigeerd door het verhaal reist hij naar Mexico voor een gesprek met de verdachte die in werkelijkheid Christian Longo heet. Er ontstaat een psychologisch kat-en-muisspel tussen de twee mannen.

## Rolverdeling
| Acteur                 | Personage       |
| ---------------------- | --------------- |
| Jonah Hill             | Michael Finkel  |
| James Franco           | Christian Longo |
| Felicity Jones         | Jill            |
| William Jackson Harper | Zak Rausch      |